# Ib Makwarth
Ib Ludvig Christian Makwarth (født 29. august 1937 i København, død 15. juli 2002) var en dansk filminstruktør.
Han har bl.a. skabt en dokumentarfilm om Hells Angels i 1986.
Ib Makwarth er begravet på Frederiksberg ældre kirkegård.

## Filmografi[1]
- Herluf Bidstrup - en bladtegner, Instruktion, Dokumentarfilm
- Sømand i knibe, 1960, Toneassistent, Spillefilm
- Min kone fra Paris, 1961, Toneassistent, Spillefilm
- Rikki og mændene, 1962, Toneassistent, Spillefilm
- Svinedrengen og Prinsessen på ærten, 1962, Lyd, Kort fiktion
- Syd for Tana River, 1963, Lyd, Spillefilm
- ABC, 1964, Lyd, Kort fiktion
- Nøglen til Paradis, 1970, Fotograf, Spillefilm
- Choices, 1970, Lydassistent, Spillefilm
- Det er nat med fru Knudsen, 1971, Lydmix, Spillefilm
- Guld til præriens skrappe drenge, 1971, Lyd, Spillefilm
- I morgen, min elskede, 1971, Lyd, Spillefilm
- Farlige kys, 1972, Toneassistent, Spillefilm
- Haiti 1971, 1972 ,Instruktion, Dokumentarfilm
- Cuba Cubanos, 1976, Instruktion, Dokumentarfilm
- De 141 dage, 1977, Instruktion, Dokumentarfilm
- "Rød weekend" Land og folk festival 1978, Dokumentarfilm
- Tung An - Skib uden havn, 1979, Instruktion, Dokumentarfilm
- Første fly til Uganda, 1979, Instruktion, Dokumentarfilm
- Vietnam og Kampuchea november 79, 1980, Instruktion, Dokumentarfilm
- 2 dage i Kabul 1980, 1980, Instruktion, Dokumentarfilm
- Vi anklager, 1981, Instruktion, Dokumentarfilm
- Ellers laver jeg ikke noget - Om unge, stoffer og misbrug, 1982, Instruktion, Dokumentarfilm
- Det er godt at få varmen - Om unge, stoffer og misbrug, 1982, Instruktion, Dokumentarfilm
- Druk - 12 billeder af et misbrug, 1983, Instruktion, Dokumentarfilm
- Kommer tirsdag efter sommeren - om børn på daginstitutioner, 1983, Instruktion, Dokumentarfilm
- Arbejdsløs - Danmark 1983, 1983, Instruktion, Dokumentarfilm
- Barbarossa og den danske grundlov - om grundlovsbruddet 22. juni 1941., 1984, Instruktion, Dokumentarfilm
- Helsingør Skibsværft - Historien om en drøm, 1984, Instruktion, Dokumentarfilm
- 6 billeder af en dom...alderdom, 1985, Instruktion, Dokumentarfilm
- Tiden der fulgte - de 141 dage, 1986, Instruktion, Dokumentarfilm
- Hells Angels MC Denmark, 1986, Instruktion, Dokumentarfilm
- Min tomme er lom, 1987, Instruktion, Dokumentarfilm
- Arbejdskraftreserven - om ikke-faglærte kvinder, 1987, Instruktion, Dokumentarfilm
- Danmarksbilleder... fra 80'erne, 1987, Instruktion, Dokumentarfilm
- Bønder, 1990, Instruktion, Dokumentarfilm
- Albanien ... marts 90, 1990, Instruktion, Dokumentarfilm
- Günter Wallraff... en samtale, 1993, Instruktion, Dokumentarfilm
- Sigøjnernes holocaust... 3 vidneudsagn, 1993, Instruktion, Dokumentarfilm
- Hr. Paul, 1993, Instruktion, Kort fiktion
- Tage Voss - "Tag en Codyl, fru Jensen", 1994, Instruktion, Dokumentarfilm
- Foran på Vesterfælledvej, 1995, Instruktion, Dokumentarfilm
- Lindknud - en landsby, 1996, Instruktion, Dokumentarfilm
- Pigen fra Oradour, 2000, Instruktion, Dokumentarfilm
- Ka' vi være det bekendt, 2000, Instruktion, Dokumentarfilm
- Anne Franks rejse, 2001, Instruktion, Dokumentarfilm
- Den ny fattigdom, 2001, Instruktion, Dokumentarfilm
- Carl Peter Værnet, 2002, Instruktion, Dokumentarfilm